# Grand Bargy
Le Grand Bargy est un sommet de la chaîne du Bargy avec 2 301 mètres d'altitude, dans le département de la Haute-Savoie, en région Auvergne-Rhône-Alpes.

## Géographie
Le Grand Bargy est situé dans la moitié nord-est de la chaîne du Bargy, au-dessus de la station de sports d'hiver de Morsulaz sur la commune de Mont-Saxonnex au nord-ouest. Le sommet est séparé de la pointe Dzérat au sud-ouest par une crête comportant plusieurs petits sommets non nommés et du Petit Bargy au nord-est par le col d'Encrenaz. Constitué d'un anticlinal de calcaire urgonien, il forme une croupe allongée, entaillée par l'érosion à son extrémité sud-ouest qui a formé l'antécime de la Tour.
Le sommet du Grand Bargy est accessible en randonnée par un sentier partant du col d'Encrenaz qui est lui accessible depuis le nord-ouest via le lac Bénit ou le sud-est depuis les hauteurs du village du Reposoir.

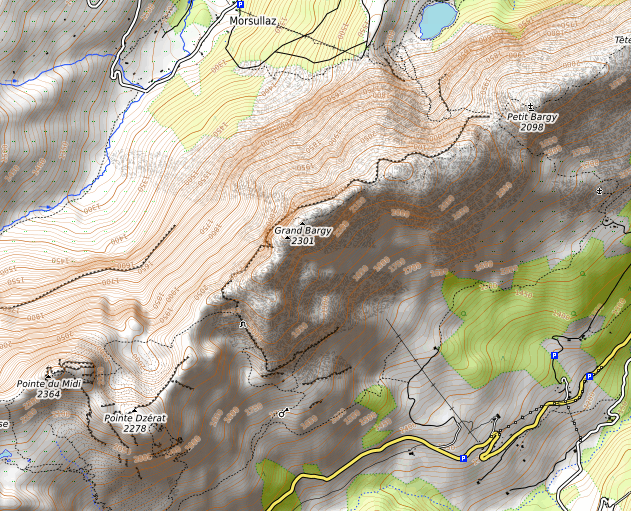
Carte topographique.

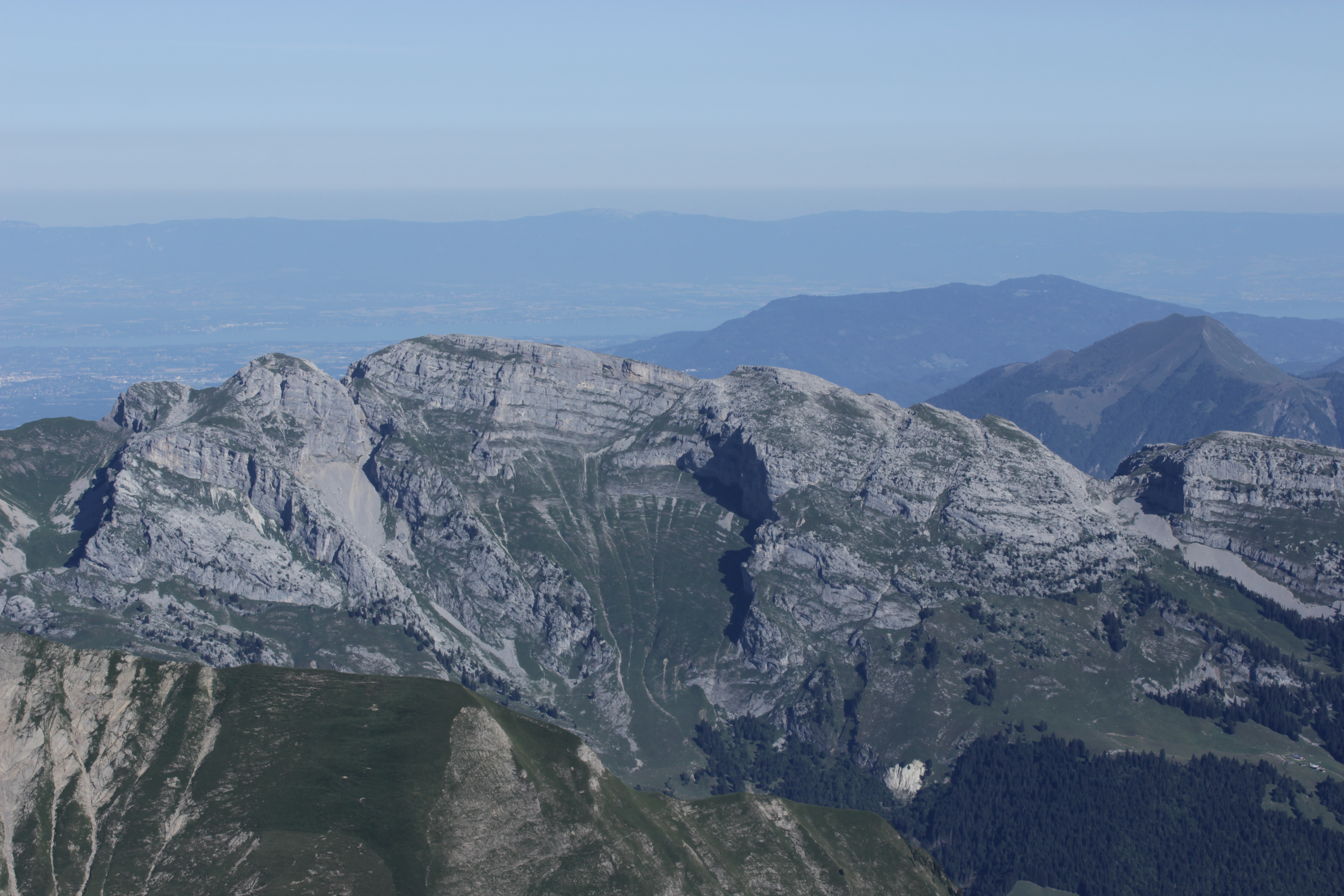
Vue aérienne du Grand Bargy depuis le sud-est avec la Tour en contrebas du sommet à gauche et le sommet du Petit Bargy sur la droite par-delà le col d'Encrenaz ; au loin, le Môle, les Voirons et le massif du Jura.

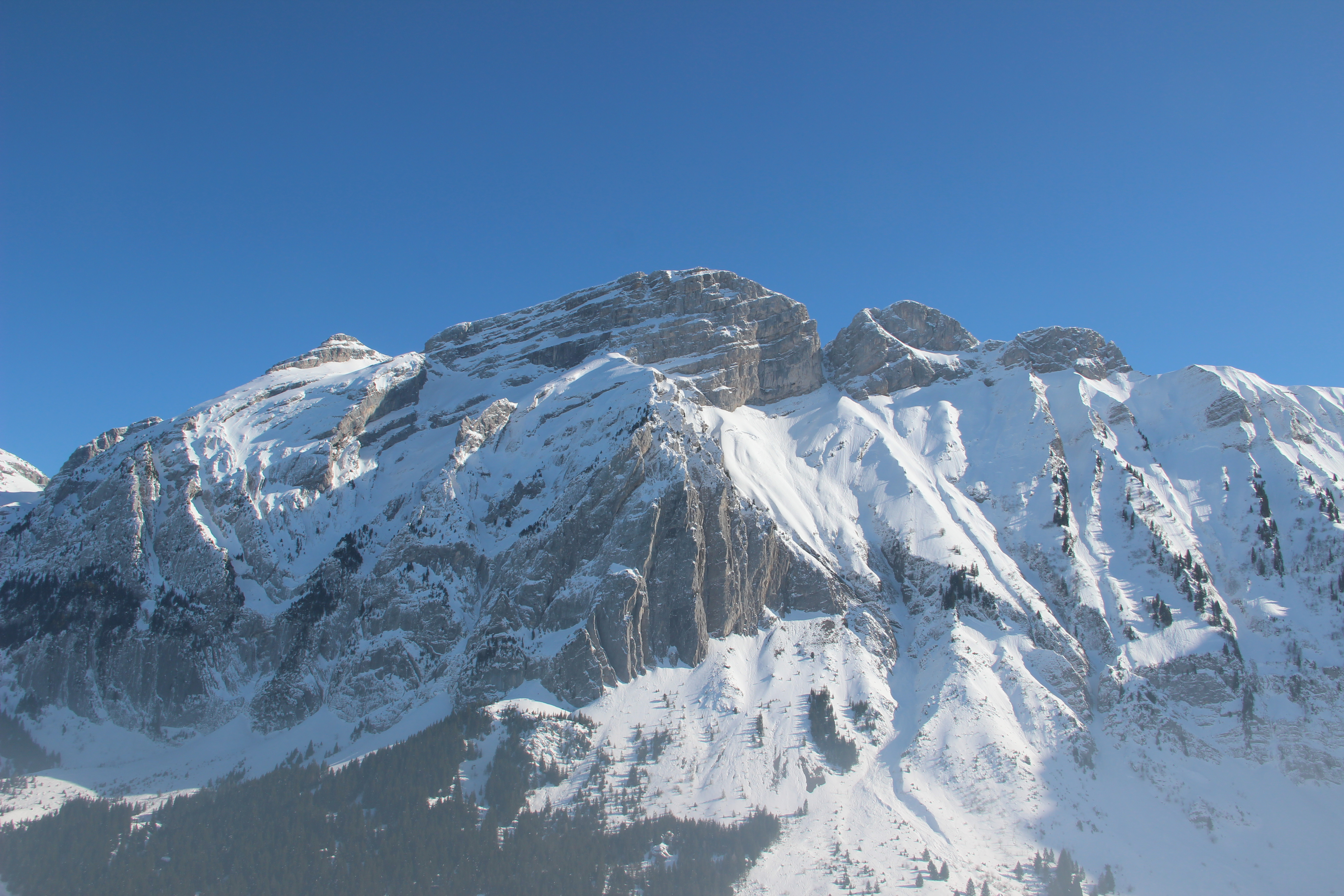
Le Grand Bargy vu depuis le nord-ouest.